# Gemeiner Trompetenschnitzling
Der Gemeine Trompetenschnitzling inklusive des Winter-Trompetenschnitzlings (Tubaria furfuracea, Syn.: Tubaria hiemalis) ist eine Pilzart aus der Familie der Risspilzverwandten (Inocybaceae). Es handelt sich um einen relativ kleinen und häufigen Pilz mit einem fleisch- bis rostbraunen und hygrophanen Hut. Auch die Lamellen und das Sporenpulver sind mehr oder weniger rost- bis ockerbraun. Der Pilz lebt auf totem Holz und anderen pflanzlichen Überresten.

## Merkmale

### Makroskopische Merkmale

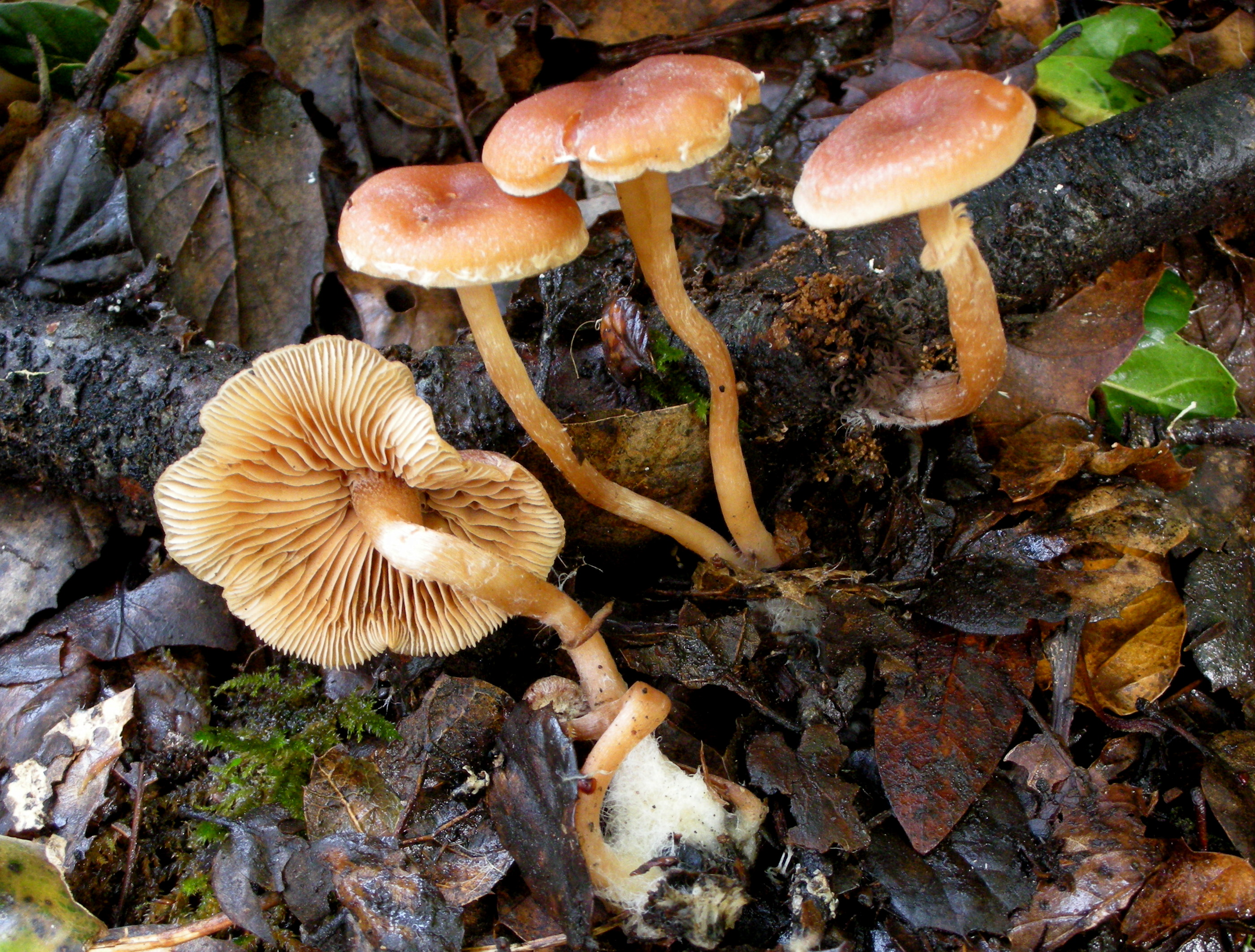
Die Stielbasis des Gemeinen Tropetenschnitzlings ist oft weißfilzig.

Der 1–5 cm breite Hut ist feucht rotbraun, fleischbräunlich bis zimtrostbraun gefärbt. Bei Trockenheit neigt er dazu, sehr stark auszublassen (Hygrophanität). Der meist halbkugelförmige Hut hat am Scheitel einen kleinen, angedeuteten Nabel. Im Alter verflacht er zusehends und die Mitte ist dann bisweilen niedergedrückt. Der Hutrand ist nur undeutlich durchscheinend gerieft, die Oberfläche ist zumindest jung leicht schorfig-filzig. Oft ist der Rand noch durch weißliche Velumreste wie mit einer Steppnaht gesäumt.
Die Lamellen sind jung blass ocker, später rostocker gefärbt und stehen mäßig gedrängt. Sie sind am Stiel breit angewachsen oder laufen kaum merklich daran herab. Die Lamellenschneide ist flockig besetzt. Das Sporenpulver hat eine lebhaft ockerbraune Farbe.
Der 2–6 cm lange, 2–5 mm dicke und etwas zähe Stiel zeigt eine fleischbräunliche Färbung und ist weißlich flockig oder schuppig überfasert. Er ist hohl und besitzt weder einen Ring noch eine Ringzone. Die Stielbasis ist oft weißfilzig. Das Fleisch ist dünn, blass bräunlich und fast geruchlos. Es schmeckt pilz- bis schwach rettichartig.

### Mikroskopische Merkmale

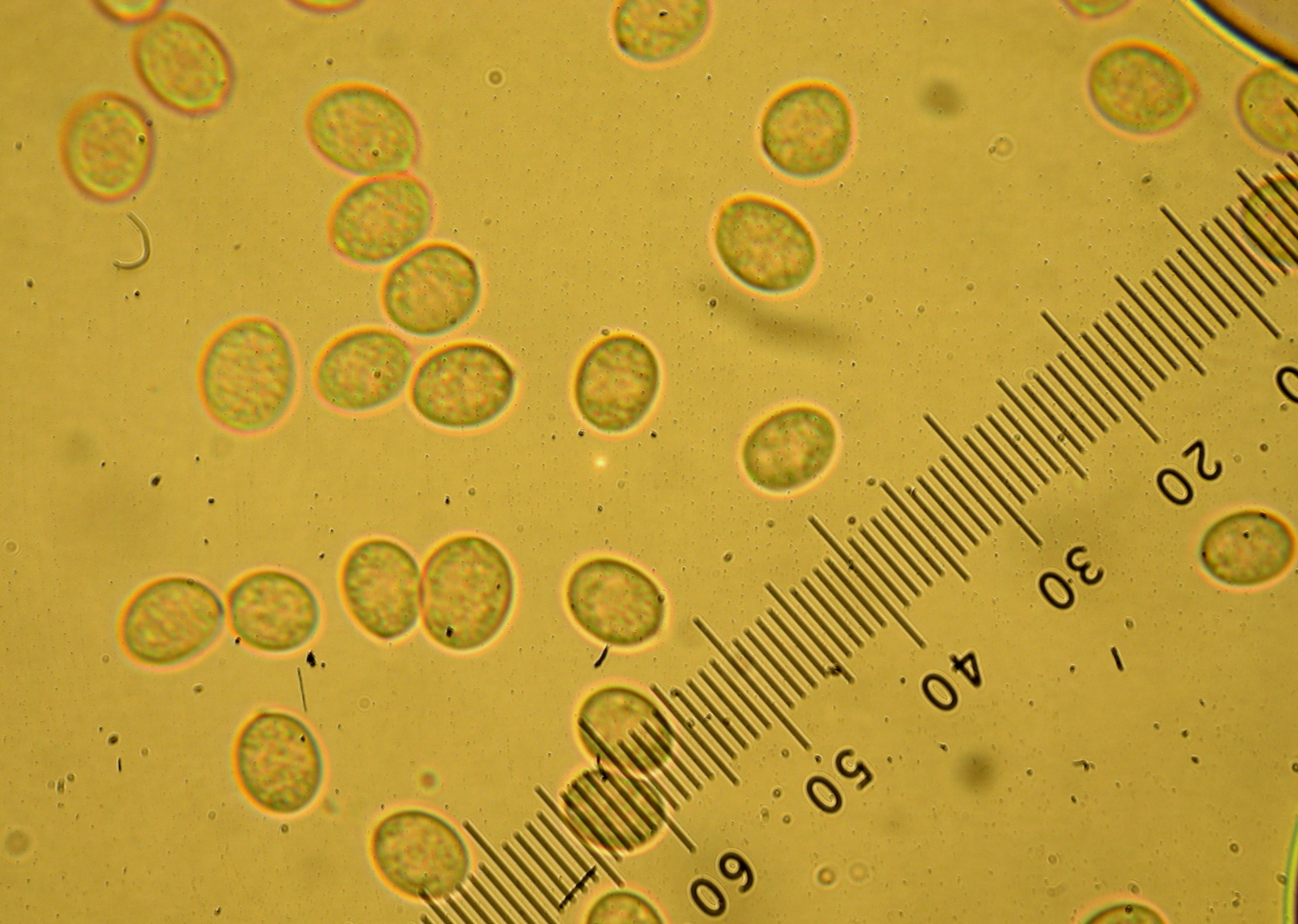
Die elliptischen, farblosen Sporen des Gemeinen Trompetenschnitzlings unter dem Lichtmikroskop.

Die Sporen sind 6–8 µm lang und 3,5–5,5 µm breit. Sie sind elliptisch, dünnwandig und haben keinen Keimporus. Die 6–10 µm breiten Cheilozystiden sind sehr vielgestaltig. Sie können zylindrisch mit oder ohne Bauchteil, angedeutet flaschenförmig oder schmal sackförmig sein. Bisweilen sind sie auch etwas kopfig oder mehr oder weniger keulenförmig. Die Huthaut enthält locker liegende, verzweigte und schnallentragende Hyphen.

## Artabgrenzung
Einige Autoren unterscheiden zwischen dem Gemeinen Trompetenschnitzling und dem Winter-Trompetenschnitzling. Während der Gemeine Trompetenschnitzling ein ausgesprochener Sommerpilz ist und von Juni bis August wächst, findet man in den Wintermonaten den sehr ähnlich aussehenden Winter-Trompetenschnitzling (Tubaria hiemalis), den die meisten Autoren heute für artgleich halten. Seine Fruchtkörper können, je nach Witterung, von Ende Oktober bis zum April gefunden werden. Das Velum dieses Pilzes ist ockerbräunlich und die Zystiden sind größer und konstant haarförmig-kopfig.
Der im Sommer wachsende Flockige Trompetenschnitzling (Tubaria conspersa) ist kleiner. Sein Hut wird nur etwa 2 cm breit. Außerdem unterscheidet er sich durch den gänzlich flockigen Hut und die bauchigen Zystiden.

## Ökologie
Der Trompetenschnitzling wird in nahezu allen Ausprägungen des Rotbuchen- und des Hainbuchen-Eichenwaldes gefunden. Er wächst in Nadelwäldern und Forsten und in Auwäldern und Weidengebüschen. Man findet ihn aber auch in Baumschulen, an Straßen- und Wegrändern und in Garten- oder Parkanlagen. Er ist ebenso Bestandteil von Hecken- und Waldrandgesellschaften. Der Pilz lebt saprobiontisch auf Holz- und Rindenstückchen, kleinen Zweigen, Holzhäcksel, Rindenmulch und Sägemehl, aber auch auf Kräuter- und Grasresten. Bisweilen findet man ihn sogar auf Koniferenzapfen, auf Stümpfen und Wurzeln.
An seinem Standort kommt er meist gesellig bis rasig vor. Manchmal sind auch einige Fruchtkörper büschelig verwachsen. Die Fruchtkörper erscheinen ganzjährig, der Pilz bevorzugt aber das Winterhalbjahr und ist am häufigsten zwischen November und Mai.

## Verbreitung
Der Gemeine Trompetenschnitzling ist eine holarktische Art, die auf der ganzen nördlichen Erdhalbkugel weit verbreitet ist. Er kommt in Asien (Kleinasien. Ostsibirien), Nordamerika (USA, Kanada, Grönland), auf den Kanaren und in Nordafrika vor. In Europa findet man in von Süd nach Südost in Spanien, auf den Balearen, Sardinien, Italien bis nach Bulgarien. In Westeuropa kommt er in Frankreich, den Beneluxstaaten bis nach Großbritannien und dort nordwärts bis zu den Hebriden vor. Er ist in ganz Mitteleuropa verbreitet (Schweiz, Liechtenstein, Österreich, Ungarn, Deutschland, Tschechien und Polen). In Nordost- und Osteuropa findet man ihn in Belarus, der Ukraine und Estland und in Nordeuropa in Fennoskandinavien sowie auf Island. In Deutschland und Österreich ist die Art weit verbreitet und fast überall häufig.

## Systematik
Mehrere Autoren trennen den Gemeinen Trompetenschnitzling (T. furfuracea) in zwei bis drei Arten auf, die sich anhand der Zystidenform, der Sporengröße und der Zeit ihrer Fruktifikation unterscheiden. Da es aber häufig Aufsammlungen gibt, bei denen die Zystidenform zwischen der von T. furfuracea (zylindrisch-bauchig, sackförmig und ohne Kopf) und der von T. hiemalis (zylindrisch-keulig, sackförmig mit Kopf) liegt und sich die Sporengrößen in einem so weiten Bereich überlappen, bleibt nur noch die willkürliche Festlegung auf eine „Sommer-“ und eine „Winterart“. Angeblich soll das Velum bei T. furfuracea stärker ausgeprägt sein, aber auch das ist kein konsistentes Merkmal. Daher halten heute die meisten Autoren die beiden Taxa für konspezifisch. Möglicherweise gehört auch T. romagnesiana Arnolds hier her.

## Bedeutung
Der Gemeine Trompetenschnitzling gilt als ungenießbar.